# LKAB
A LKAB (Luossavaara-Kiirunavaara Aktiebolag) é uma empresa estatal sueca de extração e processamento de minério de ferro, com instalações em Kiruna, Malmberget e Svappavaara, e com sede em Luleå. Foi fundada em 1890 e tornada estatal em 1976. 
É a maior empresa da Suécia, sendo responsável por 85% da extração de minério de ferro na União Europeia, e uma das líderes mundiais na produção de minério de ferro. Explora as minas de Kiruna, Malmberget e Svappavaara, assim como fabrica pelotas e finos – dois granulados distintos de ferro concentrado. 
O escoamento e exportação da sua produção é feito pela linha férrea Malmbanan, ligando Kiruna e Svappavaara a Narvik, na Noruega, e Kiruna a Luleå, na Suécia. 
A LKAB (empresa estatal de extração e processamento de minério de ferro) é o maior acionista e um importante fornecedor da SSAB (empresa de fabricação de produtos de aço comercial). 

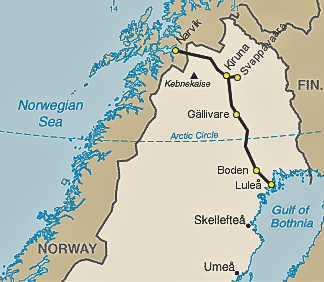
Linha férrea Malmbanan, para transporte de minério de ferro das minas de Kiruna para os portos de Narvik e Luleå.
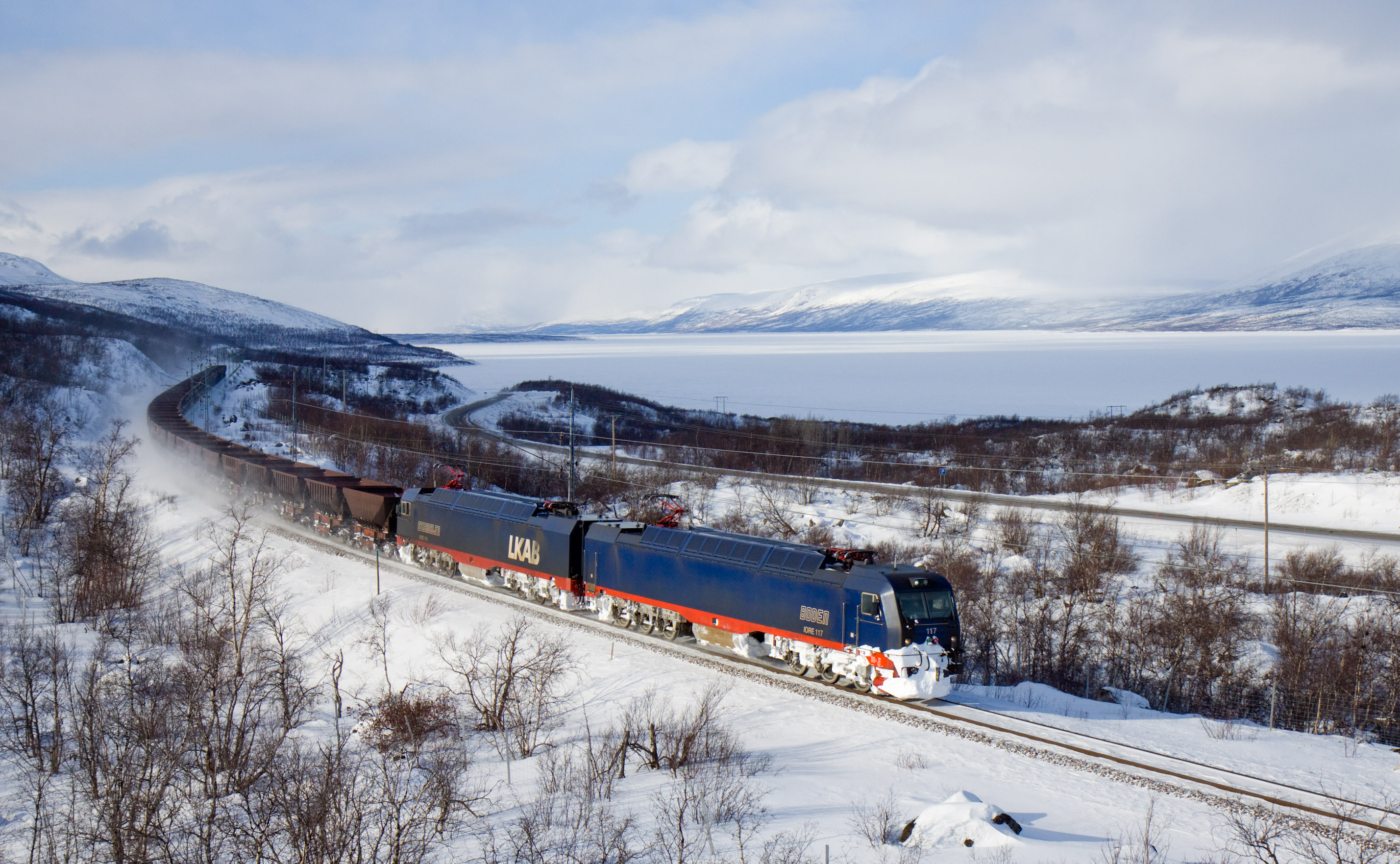
Transporte ferroviário de minério de ferro proveniente das minas de Malmberget.
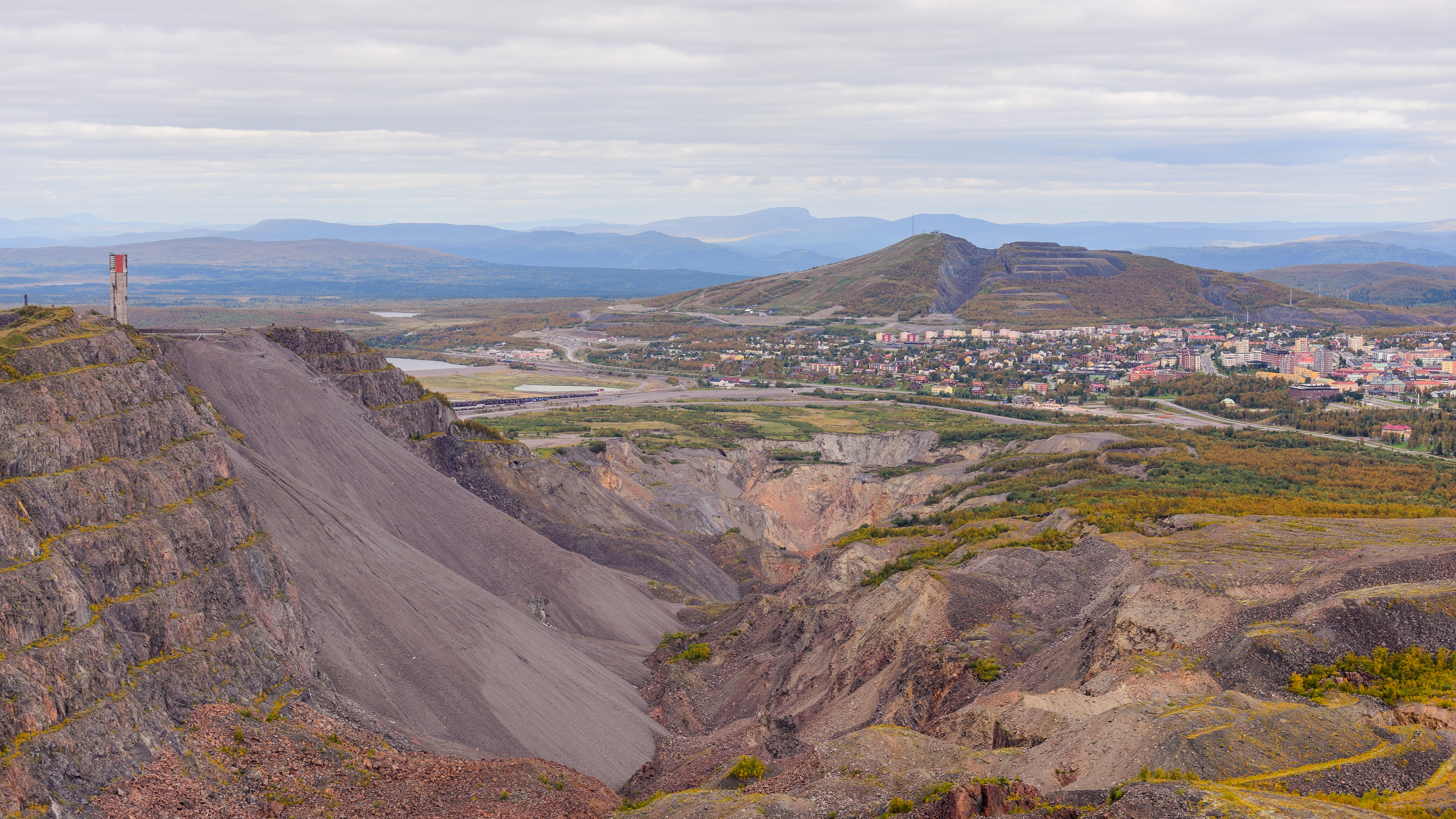
As montanhas mineiras de Kiirunavaara e Luossavaara